# Эмбанкмент (станция метро)
Эмбанкмент (англ. Embankment — «Набережная») — станция лондонского метро в административном округе Вестминстер. На станции останавливаются поезда четырёх линий. На Кольцевой линии и линии Дистрикт «Эмбанкмент» расположена между станциями Вестминстер и Темпль, на линиях Бейкерлоо и Северной — между Ватерлоо и Чаринг-Кросс. Имеется два выхода из станции (один на набережную Виктории, второй на Виллиерс Стрит). Станция не рассчитана на инвалидов-колясочников. Относится к первой тарифной зоне.

## История станции
Станция была открыта 30 мая 1870 компанией Метрополитэн Дистрикт Рейлуэй (МДР), когда уже существовала линия от Вестминстер до Блэкфриарс. Станция строилась открытым способом вместе с Набережной Виктории.
Из-за близкого расположения с железнодорожной станцией Чаринг-Кросс, станцию метро так и называли Чаринг-Кросс.
После пересечения МДР с Метрополитен Рэйлуэй (МР) на Южном Кенсигтоне было образовано внутреннее кольцо.
1 февраля 1872 МДР открыла ветку на север от Эрлс-Корт, которая соединяла её по Вест Лондон Экстеншн Джоинт Рэйлеэй с Эдисон Роуд. С тех пор внешнее кольцо состояло из путей, принадлежавших МДР.
С 1 августа 1872 началась эксплуатация среднего кольца, что проходило от Мургейт вдоль путей МР севернее внутреннего кольца до Паддингтона. Затем по линии Хаммерсмит-энд-Сити до Лейтимер Роуд, затем по ныне демонтированной линии от Вест Лондона до Эдисон Роуд и по МДР до Мэншен-Хаус.
30 июня 1900 года среднее кольцо было разорвано между Эрлс-Корт и Мэншен-Хаус.
10 марта 1906 компания Бейкер Стрит-энд-Ватерлоо Рэйлуэй (БСиВР)открыла подземную станцию, которую обслуживали две компании.
С 31 декабря 1908 внешнее кольцо обслуживалось не только МДР. 6 апреля 1914 компания Чаринг Кросс, Юстон и Хампстед Рейлуэй (ЧКЮиХР)открыла новую станцию южнее существующей Чаринг Кросс для удобной пересадки на поезда компании БСиВР. Обе компании принадлежали Андерграунд Электрик Рэйлуэй Кампэни (Underground Electric Railways Company of London), которая обслуживала две отдельные конечные станции на севере основной линии — Трафальгарская площадь БСиВР и Чаринг-Кросс ЧКиХР.
Новая ветка ЧКЮиХР была построена как отдельный тоннель на юг от Чаринг Кросс в виде петли под Темзой.

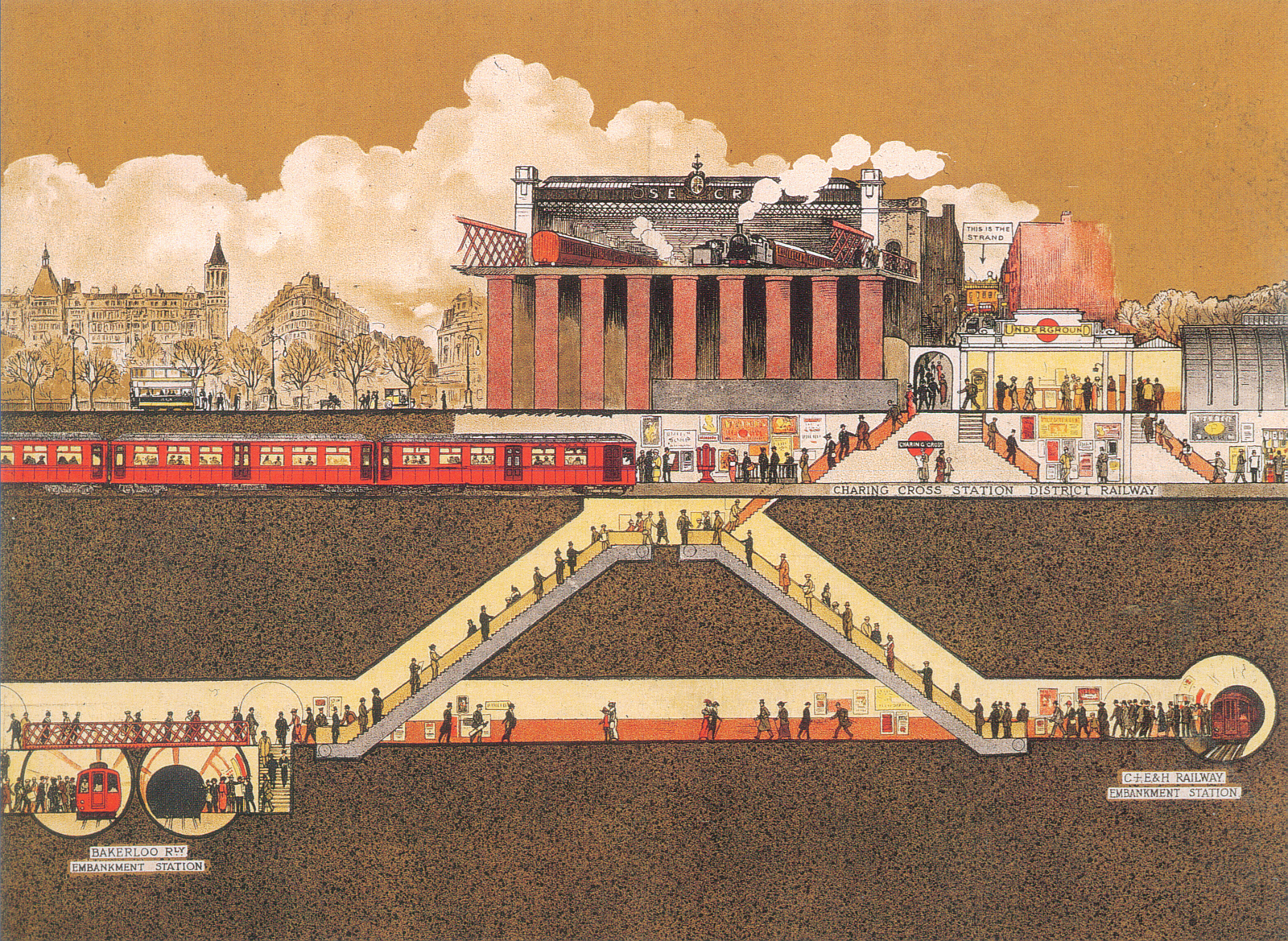
Разрез станции (1914); выше станция линии «Дистрикт», ниже — линии Бейкерлоо и Северная

На новой ветке компании ЧКЮиХР части станции, которую обслуживали БСиВР и ЧКЮиХР, назвали Чаринг-Кросс (Эмбанкмент), хотя так называлась часть станция компании МДР. В 1915 всю станцию назвали Чаринг-Кросс. Но часть, которую обслуживала ЧКЮиХР, назвали Стрэнд.
В 1920-х ЧКЮиХР построила ветку на юг со станциями Ватерлоо и Кеннингтон, которая соединилась с Сити и Саус Лондон Рэйлуэй. От петли под Темзой отказались, и построили два новых тоннеля на юг. На сегодняшний день южная конечная Северной линии является единственной из четырёх станций глубокого заложения, которая не соединена с другой станцией глубокими тоннелями. Следующее продление линии произошло 13 сентября 1926.
Петля всё ещё существует, хотя в неё попала бомба во время Второй мировой войны. К счастью, её герметически закрыли через несколько лет. В сентябре 1938, во время Судетского кризиса, когда наближалась война, тоннели линий Бейкерлоо и Северная временно забетонировали чтобы защитить от затопления во время бомбардировок. Это заграждение было убрано после окончания кризиса. В сентябре 1939 во время взрывов второй мировой, тоннели снова заблокировали, пока соорудили электрические гермозатворы в тоннелях, каждый 330 мм в ширину, выдерживающий давление в 800 тонн. Заново открыли тоннели в декабре 1939.
В 1949 появилась кольцевая линия.
4 августа 1974 станцию переименовали в Эмбанкмент Чаринг-Кросс. Затем 12 сентября 1976 её назвали Эмбанкмент, поэтому станции Стрэнд и Трафальгарская Площадь могли назвать Чаринг-Кросс.

## Происшествие в 1938
Около 09:55 17 мая 1938 на Кольцевой линии поезд столкнулся с поездом сообщением Илинг — Баркинг между станциями Чаринг-Кросс (впоследствии Эмбанкмент) и Темпль. Поезда остановились в тоннеле. Погибло 6 пассажиров, 43 было ранено.
Причиной аварии послужил ошибочный сигнал, который показывал зелёный обоим поездам. Это стало результатом неправильного соединения проводов, сделанного во время предыдущей ночи.

## Достопримечательности
Над станцией находится пешеходный и железнодорожный мост Хандерфорд через реку Темза на южный берег к Ройал Фестивал Холл.
У входа на станцию находится Пристань на Набережной, где можно покататься на речном трамвае.

## Трафик
Трафик по линии составляет от 18 (по воскресеньям) до 22 (часы пик) пар поездов в час (п/ч). Схема движения по станции по будним дням в нерабочее время и в течение всего дня по субботам, выглядит следующим образом:
- 20 пар поездов в час (п/ч) до станции «Элефант-энд-Касл[англ.]» (южное направление).
- 6 пар поездов в час (п/ч) до станции «Харроу-энд-Уэлдстон[англ.]» через «Стоунбридж-парк[англ.]» и «Королевский парк» (северное направление);
- 3 пары поездов в час (п/ч) до станции «Стоунбридж-парк[англ.]» через «Королевский парк» (северное направление);
- 11 пар поездов в час (п/ч) до станции «Королевский парк» (северное направление);

Пиковое обслуживание в будние дни осуществляется с одной либо двумя дополнительными парами поездов в час на участке «Королевский парк» — «Элефант-энд-Касл», а по воскресеньям в течение дня на участок «Королевский парк» — «Элефант-энд-Касл» выдаётся на две пары поездов в час меньше, чем в не пиковом графике.